# Guttaperkaspindel
Guttaperkaspindel (Sitticus saltator) är en spindelart som först beskrevs av Simon 1868.  Guttaperkaspindel ingår i släktet Sitticus och familjen hoppspindlar. Arten är reproducerande i Sverige. Inga underarter finns listade i Catalogue of Life.